# کریس جانستون
 کریس جانستون (انگلیسی: Chris Johnstone؛ زاده ۱۲ اکتبر ۱۹۶۰) یک تنیس‌باز اهل استرالیا است.